# 사내초등학교 명월분교
사내초등학교 명월분교는 대한민국 강원특별자치도 화천군 사내면 박달로 493-24 (명월리)에 있었던 공립 초등학교이다.

## 연혁
- 1964.03.06 사창초등학교 명월분교장으로 설립 인가
- 1966.03.01 명월초등학교 승격
- 1996.03.01 사내초등학교 명월분교로 개칭
- 1999.09.01 사내초등학교로 통폐합